# 格雷-杜瓦索
格雷-杜瓦索（法語：Grez-Doiceau，發音：[ɡʁe dwaso]，發音：[ˈɣraːvə(n)]）是比利时瓦隆大区瓦隆布拉班特省的一个市镇，西北部与弗拉芒大區弗拉芒布拉班特省接壤，通行法语，是比利时法语社群的一部分，面积55.44平方千米，人口13,368人（2018年1月1日）。